# Sven Rodhe
Sven Magnus Rodhe, född 20 april 1905 i Undersviks församling, Gävleborgs län, död 12 juli 1968 i Hägersten, var en svensk civilingenjör.
Efter studentexamen i Hudiksvall 1923 studerade han vid Kungliga Tekniska Högskolan 1924–1928. Han var sedan anställd vid Sveriges Radio AB:s telefontekniska avdelning, Stockholm, 1928–1931, vid Telefon AB LM Ericssons transmissionstekniska avdelning från 1931, där han sedan blev sektionschef. Han företog i tjänsten resor för sistnämnda bolags räkning bland annat till holländska och brittiska industrier 1929–1930. År 1954 blev han överingenjör och chef vid nämnda avdelning på LM Ericsson.
Han var son till kyrkoherde Magnus Rodhe (1875–1920) och Bertha Janson (1875–1959) samt sonson till Bengt Carl Rodhe. Han var gift två gånger, första gången 1930 med Gunhild Franck (född 1906) och andra gången 1944 med Florence Sjögren (1911–2001). I första äktenskapet hade han dottern Ulla Rodhe (1932–2012)), skådespelare och gift med tecknaren Gunnar Frieberg. I andra äktenskapet hade han barnen Magnus (född 1945) och Staffan (född 1946).